# Antarctica – Gefangen im Eis
Antarctica – Gefangen im Eis (Originaltitel Eight Below) ist ein US-amerikanischer Abenteuerfilm von Frank Marshall aus dem Jahr 2006. Der Film wird von Walt Disney Pictures und Buena Vista International vertrieben und ist in Deutschland am 17. August 2006 ohne Altersbeschränkung erschienen.

## Handlung
Die Sommersaison an den Forschungsstationen in der Antarktis geht zu Ende, und das Personal soll ausgeflogen werden. Die Pilotin Katie – von allen wenig schmeichelhaft als „Crazy Katie“ bezeichnet – bringt allerdings einen unerwarteten Gast, UCLA-Professor Dr. Davis McClaren, der an den Mount Melbourne möchte, um nach einem Meteoriten vom Merkur zu suchen. Der Schlittenhundeführer Jerry Shepard spricht sich dagegen aus, den Professor mit den Schneemobilen ziehen zu lassen, da er für diese Jahreszeit das Packeis für zu dünn hält. Er entschließt sich, auf sein Schlittenhundegespann zu vertrauen.
Shepard und Professor McClaren schaffen es zum Mount Melbourne, werden allerdings nach ihrer Ankunft zur Basis zurückgerufen, da ein Sturm aufzieht. Der Professor bittet um einen halben Tag Zeit, der ihm auch gewährt wird. Als der Meteorit gefunden ist, machen sie sich eilig auf den Rückweg zum Lager. Während einer kurzen Pause rutscht der Professor eine steile Böschung hinunter und landet auf dem dünnen Eis, das unter seinem Gewicht bricht. Shepard lässt seine Leithündin Maya dem Professor ein Seil bringen, so dass die Hunde ihn aus dem Eiswasser ziehen können.
Im Kampf mit Unterkühlungen und Erfrierungen nahe am Whiteout ist es der Ausdauer und dem guten Navigationssinn der Hunde zu verdanken, dass Shepard und der Professor zurück zur Basis kommen. Der Stationsleiter entschließt sich sofort, die gesamte Crew auszufliegen, was ein Problem darstellt – im Flugzeug ist nicht genügend Platz für die Hunde. Da Katie verspricht zurückzukommen und die Hunde zu holen, entschließt sich Shepard dazu, die Hunde anzubinden, damit diese nicht davonlaufen. In der Hauptzentrale angekommen, erhält Katie aufgrund des Sturmes allerdings keine Starterlaubnis mehr für den Rückflug, auch der Einsatz der Winterteams wurde komplett gestrichen. Die Hunde könnten deshalb erst im nächsten arktischen Frühling im September abgeholt werden – was wegen des Anbindens den sicheren Tod bedeuten würde.
Shepard will das nicht akzeptieren und spricht bei mehreren Stellen vor, die ihn allerdings alle vertrösten. Nach Monaten der Trauer um seine Hunde entschließt er sich schließlich, sich alleine nach Neuseeland aufzumachen, um von dort aus zu versuchen, in die Antarktis zu kommen. Er besucht noch einmal Professor McClaren, um ihm von seinem Unternehmen zu erzählen, der ihm aber nicht helfen möchte.
Die Hunde schlagen sich derweil monatelang alleine durch den antarktischen Winter – bis auf den Husky Old Jack, der sich nicht von der Kette zu lösen vermochte, konnten sich alle Tiere losreißen. Bevor die hungrigen Tiere die Station auf Nahrungssuche verlassen, kehrt die Leithündin Maya zum Abschied noch einmal zu Old Jack zurück. Unterwegs jagen die Tiere zusammen und teilen untereinander die wenige Nahrung, die sie finden. Auch als sich einer der Hunde tödlich verletzt, bleiben die Tiere bis zum Ende bei ihm.
Der Wendepunkt der Geschichte erfolgt, als McClaren ein Bild seines Sohnes sieht, der die acht Schlittenhunde gemalt hat. Unter dem Bild steht: „Mein Held ist… DIE HUNDE, DIE MEINEN DADDY GERETTET HABEN.“ Der Professor erkennt daraufhin die Größe seiner Undankbarkeit und benutzt verbliebene Forschungsmittel, um eine Rettungsmission zu finanzieren.
Professor McClaren reist Shepard zusammen mit dem Kartographen Charlie Cooper und Katie hinterher. Mit Hilfe eines Schneefahrzeuges können sie sich bis zur Station kämpfen, wo Shepard seinen Hund Old Jack an der Kette angebunden und tot im Schnee vorfindet. Enttäuscht denkt er, keiner seiner Hunde hätte es geschafft, sich von der Kette zu lösen, stellt dann jedoch schnell fest, dass die übrigen Plätze an der Kette leer sind. Kurz darauf entdeckt er fünf (der ursprünglich acht) Hunde, die überlebt haben und zur Station zurückgekehrt sind. Überglücklich, dass wenigstens einige Tiere es geschafft haben, will die Crew schon aufbrechen, wird aber unmittelbar vor der Abfahrt von einem der fünf Huskys noch zu der Stelle gelotst, wo der sechste Husky, die mittlerweile ebenfalls verletzte Leithündin Maya, geschwächt liegt. Maya war von einem Seeleoparden schwer gebissen, aber danach von ihrem Rudel durchgefüttert worden. In der Abschlussszene trägt Shepard Maya, den sechsten überlebenden Husky, zum Schneemobil.
Die Geschichte endet mit einem romantischen Happy End, da Jerry und Katie, die vor einigen Jahren eine nicht erfolgreiche Beziehung führten, wieder zueinander finden.

## Hintergrund

### Dreh
- Die fehlgeschlagene japanische Expedition von 1958 inspirierte den Kinofilm Taro und Jiro in der Antarktis. Antarctica – Gefangen im Eis stellt eine fiktionale Re-Interpretation der wahren Begebenheiten von 1958 dar.
- Der Film wurde in Smithers, British Columbia, Kanada aufgenommen.
- In den USA erhielt der Film aufgrund der Szene, in der der Seeleopard aus dem toten Schwertwal hervorspringt, die Altersfreigabestufe PG. („Parental Guidance Suggested“: Begleitung/Aufsicht eines Erwachsenen empfohlen)
- Das Schneekettenfahrzeug (ein schwedischer Hägglund Bandvagn 206), das die Crew von den Italienern ausleiht, heißt Mare Biscotto, was laut Produzent Frank Marshall eine Übersetzung von Seabiscuit darstellt. Das war einer seiner erfolgreichen Filme.[3]
- Bis zum 27. August 2006 hatte der mit einem Budget von 40 Millionen Dollar gedrehte Film 81,6 Millionen Dollar in den Vereinigten Staaten und rund 38,8 Millionen Dollar in weiteren Ländern eingespielt.[4]

### Schlittenhunde
- Bei den Ereignissen von 1958 waren 15 sachalinische Huskies involviert, von denen lediglich 2 überlebten. Im Handlungsgefüge von Antarctica – Gefangen im Eis agieren nur acht Hunde – zwei Alaskan Malamutes (Buck und Shadow) zusammen mit sechs sibirischen Huskies, von denen sechs überlebten. Da für jeden Darsteller-Hund weitere Hunde eingesetzt wurden, die Stunts durchführten und Schlitten zogen, wirkten insgesamt 32 Hunde mit, um die acht Hundecharaktere des Filmes darzustellen.[5]
- Die Hunde Dewey und Truman sind nach den US-Präsidentschaftskandidaten von 1948 Thomas E. Dewey und Harry S. Truman benannt.[6]
- Seit 1994 werden keine Schlittenhunde mehr in der Antarktis verwendet. Der Film spielt jedoch im Jahr 1993.

## Kritik
Die Rezensionen waren gemischt. Roger Ebert von der Chicago Sun-Times mochte den Film und schrieb: „‘Antarctica – Gefangen im Eis’ überzeugt als eine eindrucksvolle Geschichte.“ (‘Eight Below’ succeeds as an effective story.) Die BBC überzeugte der Film auch, allerdings wurde die Länge beanstandet. Reel.com äußerte sich positiv: „Dem Film gelingt es, den Zuschauer in ihr unglaubliches Abenteuer einzubeziehen“ (the movie succeeds at drawing you into their incredible adventure).
Der Rezensent des San Francisco Chronicle mochte den Film hingegen nicht und meinte: „Der Film ist viel zu lang und zu intensiv für Kinder, obwohl er voller Dialoge und Handlungswendungen ist, die zu jugendlich für die erwachsenen Zuschauer sind.“ (The movie is overly long and much too intense for small children, yet it’s filled with dialogue and plot turns that are too juvenile to thrill adult audiences.)